# 第110回日劇學院賞
←第109回 - 第110回 - 第111回→
第110回日劇學院賞，針對2021年10月到12月在日本播出秋季檔連續劇所做出的投票與評比。本季獲最優秀作品賞為TBS電視台的《最愛》，此劇共獲四項獎項為本季最多。

## 得獎名單

### 最優秀作品賞
1. 最愛[1]
2. 被擦掉的初戀
3. 直衝青天
4. 不良少年與白手杖女孩
5. 日本沉沒

- 讀者票：1. 被擦掉的初戀 ；2. 最愛；3. SUPER RICH；4. 直衝青天；5. 凜子小姐想試愛

- 記者票：1. 最愛；2. 直衝青天；3. 日本沉沒；4. 被擦掉的初戀；5. 不良少年與白手杖女孩

- 評審票：1. 最愛；2. 直衝青天；3. 派遣女醫7；4. 和田家的男人們；4. 不良少年與白手杖女孩；4. 古見同學是溝通魯蛇；4. 歡迎回來百音

### 主演男優賞
1. 吉澤亮（直衝青天）[2]
2. 道枝駿佑（被擦掉的初戀）
3. 小栗旬（日本沉沒）
4. 目黑蓮（被擦掉的初戀）
5. 綾野剛（AVALANCHE）

- 讀者票：1. 道枝駿佑（被擦掉的初戀）；2. 目黑蓮（被擦掉的初戀）；3. 吉澤亮（直衝青天）；4. 戶塚祥太（凜子小姐想試愛）；5. 綾野剛（AVALANCHE）

- 記者票：1. 吉澤亮（直衝青天）；2. 道枝駿佑（被擦掉的初戀）；3. 小栗旬（日本沉沒）；4. 綾野剛（AVALANCHE）；5. 目黑蓮（被擦掉的初戀）

- 評審票：1. 吉澤亮（直衝青天）；2. 綾野剛（AVALANCHE）；3. 柳樂優彌（二月的勝者）；3. 增田貴久（古見同學是溝通魯蛇）；5. 窪田正孝 （X光室的奇蹟2）；5. 相葉雅紀（和田家的男人們）

### 主演女優賞
1. 吉高由里子（最愛）[3]
2. 杉咲花（不良少年與白手杖女孩）
3. 清原果耶（歡迎回來百音）
4. 江口德子（SUPER RICH）
5. 米倉涼子（派遣女醫7）

- 讀者票：1. 吉高由里子（最愛）；2. 江口德子（SUPER RICH）；3. 杉咲花（不良少年與白手杖女孩）；4. 清原果耶（歡迎回來百音）；5. 米倉涼子（派遣女醫7）

- 記者票：1. 吉高由里子（最愛）；2. 清原果耶（歡迎回來百音）；3. 杉咲花（不良少年與白手杖女孩）；4. 江口德子（SUPER RICH）；5. 木村多江（作為阿佐谷姊妹一起生活）

- 評審票：1. 吉高由里子（最愛）；2. 杉咲花（不良少年與白手杖女孩）；3. 江口德子（SUPER RICH）；4. 米倉涼子（派遣女醫7）；5. 沈恩敬（群青領域）

### 助演男優賞
1. 草彅剛（直衝青天）[4]
2. 赤楚衛二（SUPER RICH）
3. 松下洸平（最愛）
4. 永瀨廉（歡迎回來百音）
5. 坂口健太郎（歡迎回來百音）

- 讀者票：1. 赤楚衛二（SUPER RICH）；2. 鈴木仁（被擦掉的初戀）；3. 永瀨廉（歡迎回來百音）；4. 松下洸平（最愛）；5. 田邊誠一 （被擦掉的初戀）

- 記者票：1. 松下洸平（最愛）；2. 永瀨廉（歡迎回來百音）；2. 草彅剛（直衝青天）；4. 坂口健太郎（歡迎回來百音）；5. 赤楚衛二（SUPER RICH）

- 評審票：1. 草彅剛（直衝青天）；2. 堤真一（直衝青天）；3. 松下洸平（最愛）；3. 段田安則（和田家的男人們）；3. 佐佐木藏之介（和田家的男人們）；3. 野村萬齋（派遣女醫7）

### 助演女優賞
1. 福本莉子（被擦掉的初戀）[5]
2. 橋本愛（直衝青天）
3. 田中美奈實（最愛）
4. 杏（日本沉沒）
5. 蒔田彩珠（歡迎回來百音）

- 讀者票：1. 福本莉子（被擦掉的初戀）；2. 橋本愛（直衝青天）；3. 松嶋菜菜子（SUPER RICH）；4. 藥師丸博子（最愛）；5. 佐久間由衣（最愛）

- 記者票：1. 蒔田彩珠（歡迎回來百音）；2. 福本莉子（被擦掉的初戀）；3. 杏（日本沉沒）；4. 田中美奈實（最愛）；5. 倉科佳奈（只是在結婚申請書上蓋個章而已）

- 評審票：1. 橋本愛（直衝青天）；2. 田中美奈實（最愛）；3. 杏（日本沉沒）；4. 福本莉子（被擦掉的初戀）；5. 貫地谷詩穗梨（只有顏值老師）；5. 工藤綾乃（東京放置食堂）；5. 倉科佳奈（只是在結婚申請書上蓋個章而已）；5. 秋田汐梨（東京製麵所）；5. 井上真央（二月的勝者）；5. 夏木麻里（歡迎回來百音）；5. 和久井映見（直衝青天）

### 連續劇歌曲賞
1. 《初心LOVE》浪花男子（被擦掉的初戀） [6]
2. 《Secret Touch》Snow Man（被擦掉的初戀）
3. 《七彩》BUMP OF CHICKEN（歡迎回來百音）
4. 《為你著迷》宇多田光（最愛）
5. 《參宿四》優里（SUPER RICH）

- 讀者票：1.《初心LOVE》浪花男子（被擦掉的初戀）；2.《Secret Touch》 Snow Man（被擦掉的初戀）；3.《參宿四》優里（SUPER RICH）；4.《火花之癮》ABC-Z（凜子小姐想試愛）；5.《七彩》BUMP OF CHICKEN（歡迎回來百音）

- 記者票：1.《為你著迷》宇多田光（最愛）；2.《初心LOVE》浪花男子（被擦掉的初戀）；3.《七彩》BUMP OF CHICKEN（歡迎回來百音）；4.《參宿四》優里（SUPER RICH）；5.《Secret Touch》 Snow Man（被擦掉的初戀）

- 評審票：1.《為你著迷》宇多田光（最愛）；2.《七彩》BUMP OF CHICKEN（歡迎回來百音）；3.《LAST SCENE》菅田將暉（日本沉沒）；4.《Neighborhood Story》木村多江（作為阿佐谷姊妹一起生活）；5.《走向未來》NEWS（二月的勝者）

### 劇本賞
1. 奧寺佐渡子、清水友佳子（最愛）[7]
2. 大森美香（直衝青天）
3. 松田裕子（不良少年與白手杖女孩）

### 導演賞
1. 塚原亞由子、山本剛義、村尾嘉昭（最愛）[8]
2. 黑崎博、田中健二、村橋直樹、渡邊哲也、川野秀昭（直衝青天）
3. 田村直己、山田勇人、片山修（派遣女醫7）

## 外部連結
- 第110回日劇學院賞 （页面存档备份，存于）